# Reinward
Reinward († um 1150) war von 1140 bis 1150 Bischof von Meißen.
Über die familiäre Herkunft Reinwards sind keine Anhaltspunkte überliefert. Er erscheint unter dem Namen Reinwald, Reinbert, Rembert, Reinhard, Reinwert oder Richard. Fälschlicherweise wurde er in alten Bischofsreihen auch noch als Meinward, Meinwert, Meinhard oder Menward für die Zeit von 1046 bis 1056 und als Grambert, Grambor, Grambod oder Grambrecht in der Zeit von 1118 bis 1125 geführt.
Reinward war zunächst Dompropst in Meißen. Er erlebte den Zweiten Kreuzzug.
Auch die Dauer seines Wirkens als Bischof wurde in vorausgehender Literatur unterschiedlich behandelt. Nach Fabricius soll er am 24. Juli 1146 verstorben sein und ihm ein Bischof Berthold nachgefolgt sein. Machatschek findet keinen Nachweis über einen Bischof Berthold und geht davon aus, dass Reinward um 1150 starb und ihm Albrecht I. nachfolgte.